# Gräberfeld Sopron-Várhely

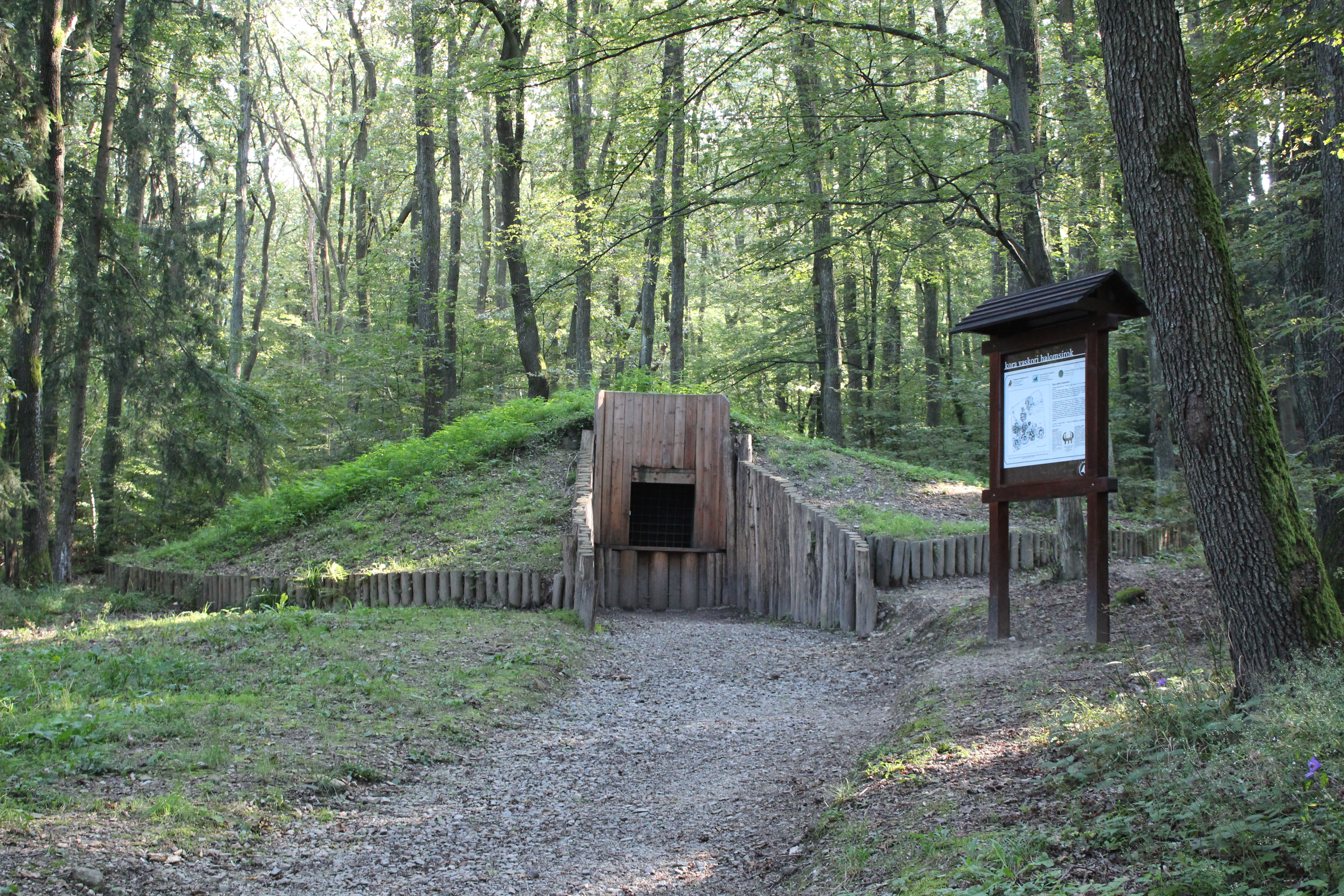
Hügelgrab auf Várhely/Burgstall

Das Gräberfeld Sopron-Várhely ist eine befestigte Höhensiedlung mit einem Hügelgräberfeld aus der Hallstatt- (etwa 800 bis 475 v. Chr.) bis zur Spätlatènezeit (190 v. Chr. bis um Christi Geburt) im Ortsteil Várhely (Burgstall) bei Brennbergbánya im Südosten der ungarischen Stadt Sopron (dt. Ödenburg, Komitat Győr-Moson-Sopron). Der Burgstallberg ist ein östlicher Ausläufer des Alpenkammes und erreicht eine Höhe von 483 ü. M. Vom Wiener Becken trennen ihn Rosalien- und Leithagebirge. Der Fundort ist wegen des Hügelgräberfeldes und der figural-verzierten hallstattzeitlichen Urnen bekannt.

## Grabungsgeschichte und Besiedlung

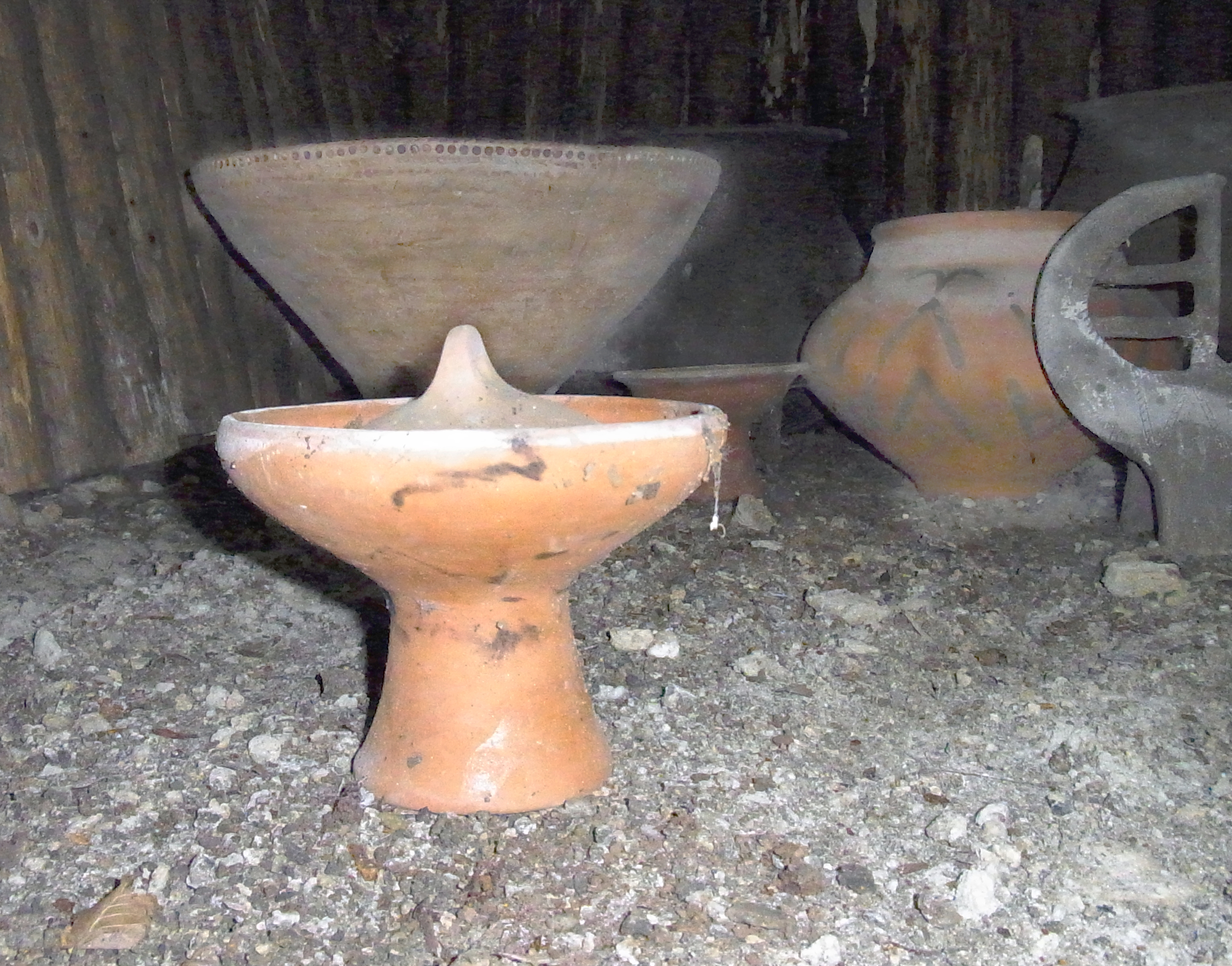
Freilicht-Rekonstruktion eines Grabes vom Burgstall

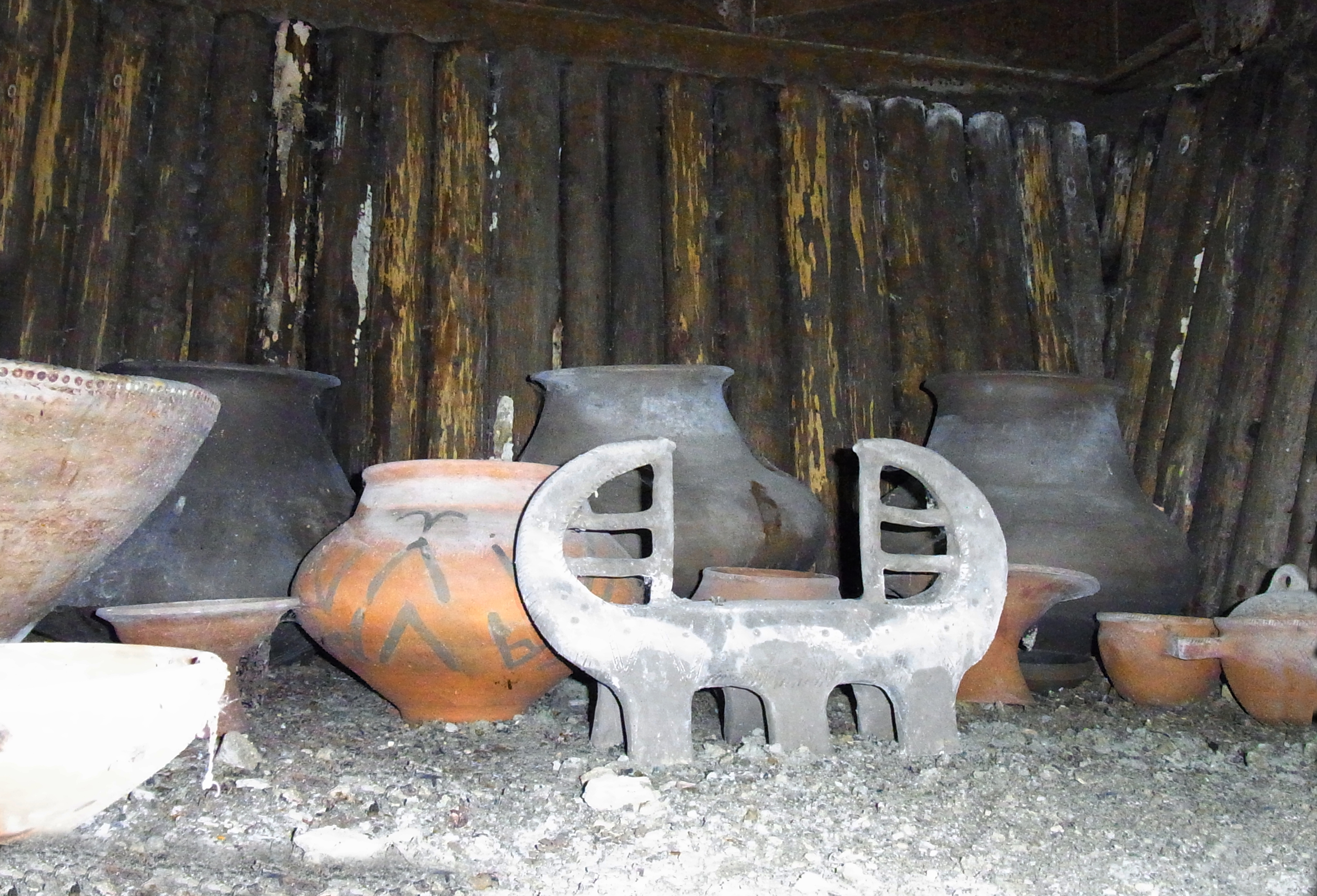
Rekonstruktion einiger Urnen und Grabbeigaben

Schon im ausgehenden 19. Jahrhundert hat Lajos Bella alle Höhensiedlungen um Sopron erforscht. Er entdeckte am Burgstallberg 136 große und 60 kleinere Hügelgräber. Um 1970 fand Gyula Szádeczky-Kardos bei neuerlichen Vermessungs- und Kartierungsarbeiten nur noch insgesamt 159 davon. 1971 bis 1978 fanden systematische Grabungen unter der Leitung von Erzsébet Patek statt.
Acht Schnitte durch die Wallanlage und Kleinflächen im Innenbereich ergaben Siedlungsreste aus der Hallstatt- und Spätlatènezeit. Die Tumuli waren in einer Nord-Süd-Länge von rund 1000 m entlang einer Straße angelegt worden, die zum Haupttor an der Südwestseite des Walles führte. Einige davon sind direkt an und zwischen den Vorbefestigungen gelegen. Dies weist darauf hin, dass die Grabanlagen älter als der Teil der Befestigungsanlagen sind, der nachweislich aus der Spätlatène stammt. Das befestigte Areal hatte eine Nord-Süd-Ausdehnung von rund 1250 m und eine Breite von maximal 1000 m. Eine zweite große Toranlage befand sich an der Westseite der Umwallung.
Die bei dieser Grabung genauer untersuchten zehn Grabstätten ergaben eine chronologische Abfolge der Belegung, was sich an der geänderten Konstruktion der Gräber ablesen lässt. Das Grab 215 hat als Belegung eine Nachbestattung aus der Periode Hallstatt D1 (650 bis 475 v. Chr.) und zählt, zusammen mit den Funden im Haus 9 der Siedlung, zum gleichen Zeithorizont wie die ältesten Siedlungsspuren vom Gräberfeld Sopron-Krautacker.
Die Anlage entstand in verschiedenen aufeinanderfolgenden Epochen, von der Urnenfelder- (etwa 1300 bis 800 v. Chr.) über die Hallstatt- bis zur Spätlatènezeit. Dies beweist die wichtige Position des Fundortes in der Region des Alpen-Ostrandes, besonders vom 8. bis zum 6. Jahrhundert v. Chr. Einen zweiten Aufschwung erlebte der befestigte Burgstallberg vom 2. bis zum 1. Jahrhundert v. Chr., als zu den Innenverschanzungen und den Toranlagen ein „murus gallicus“-ähnlicher Hauptwall aus Holzkassetten mit Steinfrontmauern entstand.
Die meisten Fundobjekte werden im Museum von Sopron (Soproni Múzeum) aufbewahrt, wo auch die Freilicht-Rekonstruktion eines Grabes vom Burgstallberg ausgestellt ist. Die im Naturhistorischen Museum Wien befindlichen Fundobjekte dienten Alexandrine Eibner-Persey als Grundlage ihrer Dissertation, in der sie die Funde beschrieb und die Forschungsgeschichte zusammenfasste.